# Empresa estatal
Empresa estatal, empresa governamental ou, simplesmente, estatal, é um tipo de empresa criada por um estado para exercer uma atividade de interesse público e cuja direção é dependente do poder público.

## Definições
Empresas estatais podem  ser integral ou parcialmente de propriedade de um governo. Como uma questão de definição, é difícil determinar categoricamente que nível de propriedade estatal se qualificaria uma entidade a ser considerada como "estatal", uma vez que os governos podem também possuir parcialmente a propriedade de uma empresa, sem que isso implique em qualquer interferência especial dos governos no comando da empresa. Como exemplo: a Corporação de Investimento da China adquiriu, em 2008, uma participação de 9,9% no capital global do banco de investimento Morgan Stanley, que não pode ser, por isso, considerado uma empresa estatal. Empresas estatais ou administradas pelo estado são, frequentemente, o resultado de empresarialização, um processo no qual as agências e departamentos governamentais são reorganizados como pessoas jurídicas semiautônomas, às vezes com ações parcialmente cotadas na bolsa.
A expressão "empresa pública coligada" é, por vezes, utilizada para se referir a pessoas jurídicas que podem ser privadas ou públicas (listadas em bolsa de valores), onde um governo existente detém uma participação através do uso de uma holding. Existem duas principais definições de empresa pública coligada dependentes da proporção da incorporação da entidade ao governo. Uma definição propõe que uma empresa é classificada como uma empresa pública coligada se um governo é dono de um interesse efetivo de controle (isto é, possui mais de cinquenta por cento das ações da empresa), enquanto a segunda definição sugere que qualquer pessoa coletiva que tem um governo como acionista é uma empresa pública coligada.
Uma organização quase governamental, corporação, empresa ou agência (estatal) ou uma "organização quase autônoma do governo nacional" é uma entidade que é tratada pelas leis e regulamentos nacionais como estando sob a orientação do governo, mas, ao mesmo tempo, separada e autônoma do governo. Embora a entidade possa receber alguma receita cobrada dos consumidores de seus serviços, estas organizações são, muitas vezes, parcial ou totalmente fomentadas pelo governo. Elas são, geralmente, consideradas muito importantes para o bom andamento da sociedade e, às vezes, são escoradas com injeções de dinheiro em tempos de crise para ajudar a superar situações que levariam à falência um negócio normal, de propriedade privada. Elas também podem fazer uso do poder extroverso, geralmente relacionado às suas funções.

## Setores econômicos
Entidades estatais, muitas vezes, operam em setores em que existe um monopólio natural, ou onde o governo detenha interesse estratégico. Por exemplo, a indústria do petróleo: na maioria dos países da Organização dos Países Exportadores de Petróleo, os próprios governos administram as companhias petrolíferas que operam em seu território. Um exemplo notável é a companhia nacional de petróleo da Arábia, a Saudi Aramco, que o governo saudita comprou em 1988 e cujo nome mudou de Arabian American Oil Company para Saudi Arabian Oil Company. O governo saudita também possui e opera a Saudi Arabian Airlines e detém 70% de Saudi Basic Industries Corp., assim como muitas outras empresas. Elas estão, no entanto, a ser privatizadas de forma gradual.

## Nacionalização
Nacionalização, inclusive compulsória, é a conversão de uma empresa privada em uma empresa estatal.

## Onda mundial de desestatizações
A mais recente onda mundial de desestatização teve início no Chile de Pinochet na década de 1970. Ganhou publicidade mundial durante o governo de Margaret Thatcher, na Inglaterra, nos anos 1980. Apesar da publicidade, o Estado Inglês permaneceu com 46% do PIB. Desta forma, enquanto retórica, o incentivo a desestatização passou a ser recomendada pelo Consenso de Washington em 1989, sendo direcionado especialmente a países, neste momento, chamados de "subdesenvolvidos", onde agencias internacionais, como FMI, impunham agendas económicas a estados politicamente frágeis. Por influência de ideologias vindas do hemisfério norte, tornou-se intensa na década de 1990 tanto no Brasil como em toda a América Latina.

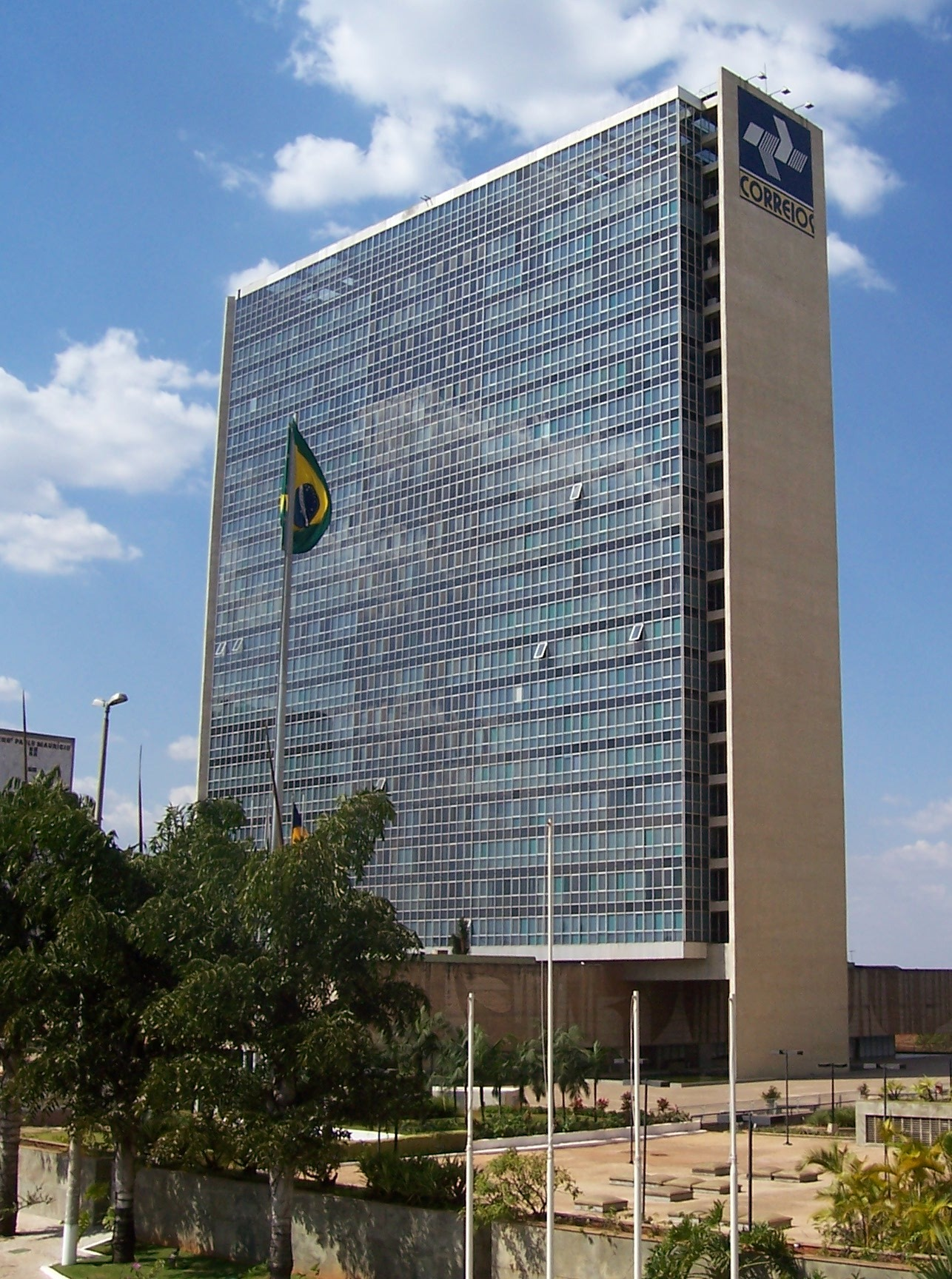
Sede da ECT, uma empresa estatal

## No Brasil
No Brasil, as empresas governamentais são pessoas jurídicas de direito privado, instituídas pelo Estado mediante autorização legislativa específica para, em nome do Estado, explorar diretamente uma atividade econômica relacionada com a execução de políticas públicas, e integram a administração indireta, vinculando-se ao órgão da administração direta responsável pela sua área de atividade e estando sujeitas a supervisão da administração direta. São, geralmente, sociedades anônimas em que o Estado é o acionista majoritário. As empresas estatais são apenas de dois tipos: 
- empresa pública
- sociedade de economia mista.

Quanto à finalidade, a empresa estatal pode ser:
- Empresa exploradora de atividade econômica de produção e comercialização de bens;
- Empresa de prestação de serviços.[5]

Em 2017 o estado brasileiro tinha participações em mais de 650 empresas, envolvidas em um terço do PIB nacional.

### Empresa pública
As empresas públicas se subdividem em duas categorias:
- empresa pública unipessoal, com patrimônio próprio e capital exclusivo da União;
- empresa pública de vários sócios governamentais minoritários, que unem seus capitais à União, tendo, esta, a maioria do capital votante.

A empresa pública tanto pode ser criada originariamente pelo Estado como ser objeto de transformação de autarquia ou de empresa privada. No Brasil, durante o programa de desestatização, houve acentuada transferência de empresas públicas para o capital privado através da política de privatizações. No Brasil, a Caixa Econômica Federal, a Empresa Brasileira de Correios e Telégrafos, a Empresa Brasileira de Pesquisa Agropecuária, o Serviço Federal de Processamento de Dados e o Banco Nacional de Desenvolvimento Econômico e Social são exemplos de empresas públicas.

### Empresa de economia mista
Empresa de economia mista ou sociedade de economia mista é uma empresa cujo capital é majoritariamente detido pelo governo, mas que tem sócios privados e que, geralmente, tem suas ações negociadas em bolsas de valores. Exemplos: Petrobras, Banco do Brasil, Banco Nossa Caixa e, até 1997, ano de sua privatização, a Companhia Vale do Rio Doce.

### Empresa estatal dependente e não dependente

#### Empresa estatal dependente
A Lei Complementar n.º 101, de 4 de maio de 2000 (Lei de Responsabilidade Fiscal), no seu artigo 2.º,  define empresa estatal dependente como sendo a empresa controlada por um ente da Federação (União, Estado ou Município) que receba do ente controlador recursos financeiros para pagamento de despesas de pessoal, de custeio em geral ou de capital -  excluídos, no último caso, os recursos provenientes de aumento de participação acionária.
A empresa dependente, não podendo se manter com recursos financeiros próprios, necessita, portanto, de repasses de recursos do ente controlador para o pagamento de suas despesas. São exemplos de empresas estatais dependentes a Conab, a Embrapa, a Valec e a Radiobras.

#### Empresa estatal independente
A empresa independente  ou não dependente dispõe de receitas próprias,  geradas por suas atividades,  para pagar suas despesas de pessoal, de custeio em geral e de capital. São exemplos de empresa estatais independentes a Petrobras, Banco do Brasil, Caixa Econômica Federal, Infraero, Correios etc.
As disposições da Lei de Responsabilidade Fiscal não se aplicam às empresas estatais independentes, conforme se depreende do  § 3.º do artigo 1.º:
 § 3.º Nas referências:
I - à União, aos Estados, ao Distrito Federal e aos Municípios, estão compreendidos:
 a) o Poder Executivo, o Poder Legislativo, neste abrangidos os Tribunais de Contas, o Poder Judiciário e o Ministério Público;
b) as respectivas administrações diretas, fundos, autarquias, fundações e empresas estatais dependentes;
Para as empresas estatais independentes, a Constituição Brasileira exige que conste do orçamento aprovado pelo Poder Legislativo apenas as suas despesas com investimentos. O orçamento global dessas empresas, contendo seus gastos com pessoal, custeio, dívida, como também investimentos, são aprovados  somente no âmbito do Chefe do Poder Executivo (no âmbito federal, o Presidente da República), por decreto.
As despesas de investimentos das empresas estatais dependentes não constam do orçamento de investimento dos entes federados.